# کترینگ
latitudeکترینگlongitudeکترینگ
کترینگ (به انگلیسی: Kettering) شهری در منطقهٔ بیرمنگام کشور انگلستان است که این کشور خود بخشی از بریتانیا محسوب می‌شود. این شهر در سال ۱۹۹۱ میلادی ۴۷٫۱۸۶ نفر جمعیت داشته و در سرشماری سال ۲۰۰۱ جمعیت آن به ۵۱٫۰۶۳ نفر رسیده‌است. میزان رشد سالانهٔ جمعیت کترینگ ‎۰٫۷ درصد می‌باشد و جمعیت این شهر در سال ۲۰۱۲ به ۵۵٫۱۵۹ نفر تغییر یافت.